# Schmatzin
Schmatzin (pol. hist. Smerczyn) – gmina w Niemczech, w kraju związkowym Meklemburgia-Pomorze Przednie, w powiecie Vorpommern-Greifswald, wchodzi w skład Związku Gmin Züssow.  